# Regeringen Kim Kielsen V
Regeringen Kim Kielsen V var Grønlands regering fra 5. oktober 2018 til 9. april 2019. Det var en mindretalsregering med Siumut, Atassut og Nunatta Qitornai, som blev dannet efter Partii Naleraq havde forladt den tidligere koalitionsregering og frataget regeringspartierne flertallet.

## Regeringsdannelse
Efter parlamentsvalget i april 2018 blev der dannet en koalition mellem Siumut, Partii Naleraq, Atassut og Nunatta Qitornai. Partii Naleraq forlod koalitionen i september 2018, hvilket gjorde Regeringen Kim Kielsen III ude af stand til at regere. Regeringens formand Kim Kielsen indledte forhandlinger med Inuit Ataqatigiit (IA) og Demokraterne den 21. september for at opnå et nyt flertal. Han havde indtil 28. september, hvorefter der enten skulle udskrives nyvalg uden en ny koalition, eller Sara Olsvig ville få til opgave at danne en IA-ledet regering. Den 24. september erklærede Sara Olsvig, at koalitionsforhandlingerne med IA var slået fejl. Samtaler mellem Siumut og Demokraterne under Niels Thomsen var planlagt til den 26. september.
Samtalerne blev efterfølgende betragtet som konstruktive, og formanden for Grønlands parlament Hans Enoksen udskød parlamentets efterårssamling til den 3. oktober, så der var bedre tid til at afslutte koalitionsforhandlingerne. Den 28. september erklærede Demokraterne også, at de ikke ville indgå i en koalition, på grund af uenigheder i Siumut. I stedet lovede de at støtte en mindretalsregering bestående af Siumut, Atassut og Nunatta Qitornai.
Mens Inuit Ataqatigiit og Partii Naleraq klart kritiserede den planlagte regeringsdannelse, var Samarbejdspartiet mere positive, men også forbeholdne. Kim Kielsen (Siumut), Siverth K. Heilmann (Atassut) og Vittus Qujaukitsoq (Nunatta Qitornai) blev enige om en ny koalitionsregering den 2. oktober. Regeringspartierne havde kun 13 af de 31 pladser i parlamentet, men Demokraterne havde lovet at sikre det parlamentariske grundlag. Regeringens sammensætning blev offentliggjort den 5. oktober.

## Ændringer i regeringen
Efter blot to uger måtte Doris J. Jensen den 17. oktober trække sig på grund af en sag hvor hendes benzinkort var blevet misbrugt. Erik Jensen overtog midlertidigt hendes ressortområder indtil Martha Abelsen tiltrådte som minister for sundhed, sociale anliggende og justitsområdet den 24. oktober.
30. oktober 2018 blev Simon Simonsen sygemeldt med stres,
og Aqqalu Jerimiassen overtog midlertidig området boliger og infrastruktur. Simon Simonsen forlod regeringen 29. november og blev erstattet af Karl Frederik Danielsen. 31. oktober 2018 blev Siverth K. Heilmann også sygemeldt, og Erik Jensen vikarierede indtil 1. marts 2019.

## Opløsning af koalitionen
Den 9. april 2019 forlod Atassut regeringen efter et fletal i parlamentet udtrykte mistillid til Aqqalu Jerimiassen, da han ikke mente, at klimaforandringerne var menneskeskabte. Samtidig trak Nikolaj Jeremiassen (Siumut) sig, efter at han også var blevet kritiseret, for at give give modstridende oplysninger om mulig overfiskning.

## Sammensætning
| Minister                              | Område                                           | Bemærkning                                                        |
| ------------------------------------- | ------------------------------------------------ | ----------------------------------------------------------------- |
| Kim Kielsen (Siumut)                  | Formand for regeringen                           |                                                                   |
| Martha Abelsen (Siumut)               | Sundhed, sociale anliggende og justitsområdet    | fra 24. oktober 2018                                              |
| Ane Lone Bagger (Siumut)              | Uddannelse, kultur, kirke og udenrigsanliggender |                                                                   |
| Karl Frederik Danielsen (Siumut)      | Boliger og infrastruktur                         | fra 29. november 2018                                             |
| Siverth K. Heilmann (Atassut)         | Natur, miljø og forskning                        | sygeorlov fra 31. oktober 2018 til 1. marts 2019                  |
| Doris J. Jensen (Siumut)              | Sundhed, sociale anliggender og justitsområdet   | til 17. oktober 2018                                              |
| Erik Jensen (Siumut)                  | Råstoffer og arbejdsmarked                       |                                                                   |
| Erik Jensen (Siumut)                  | Sundhed, sociale anliggender og justitsområdet   | fra 17. til 24. oktober 2018 (fungerende)                         |
| Erik Jensen (Siumut)                  | Natur, miljø og forskning                        | stedfortræder fra 5. november 2018 til 1. marts 2019 (fungerende) |
| Nikolaj Jeremiassen (Siumut)          | Fiskeri, fangst og landbrug                      |                                                                   |
| Aqqalu Jerimiassen (Atassut)          | Erhverv og energi                                |                                                                   |
| Aqqalu Jerimiassen (Atassut)          | Boliger og infrastruktur                         | 5. til 29. november 2018 (fungerende)                             |
| Vittus Qujaukitsoq (Nunatta Qitornai) | Finanser og nordisk samarbejde                   |                                                                   |
| Simon Simonsen (Siumut)               | Boliger og infrastruktur                         | sygeorlov fra 30. oktober 2018 og fratrådt 29. november 2018      |